# 김해 봉화산 마애여래좌상
김해 봉화산 마애여래좌상(金海 烽火山 磨崖如來坐像)은 대한민국 경상남도 김해시 진영읍, 봉화산에 있는 마애불이다.
1979년 5월 2일 경상남도의 유형문화재 제40호 진영 봉화산 마애불으로 지정되었다가, 2018년 12월 20일 현재의 명칭으로 변경되었다.

## 개요
옛날 자암과 봉수대가 있었던 봉화산의 암벽에 마애된 석불로서 고려시대의 여래좌상으로 양각과 선각으로 높이 2.45m, 무릎높이 1.7m이며 거대한 암벽이 즐비한 봉화산의 중턱 바위틈에 끼어 옆으로 드러누운 상태로 발견되었다. 불상의 광배는 없고 머리는 소발에다 큼직한 육계를 새겼다. 위엄있는 표정의 얼굴은 볼이 풍만하고 반쯤 감은 눈끝이 위로 치켜졌으며, 약간 파손되었으나 균형있는 콧등과 조그만 입은 물론 어깨까지 늘어진 귀 등이 아주 세련된 조화미를 보이고 있다.

## 같이 보기
- 봉화산

## 참고 문헌
- 김해 봉화산 마애여래좌상 - 국가유산청 국가유산포털